# Blaenau Ffestiniog
Blaenau Ffestiniog – miasto w północno-zachodniej Walii, w hrabstwie Gwynedd (historycznie w Merionethshire), w gminie Ffestiniog. W 2011 roku liczyło 3662 mieszkańców.
Miasto powstało w XVIII wieku po odkryciu w tym rejonie złóż łupków, których wydobycie było podstawą lokalnej gospodarki.
Miasto otoczone jest przez park narodowy Snowdonia. Znajduje się tu krańcowa stacja zabytkowej kolei wąskotorowej Ffestiniog Railway.